# St. Johann Baptist (Töging am Inn)

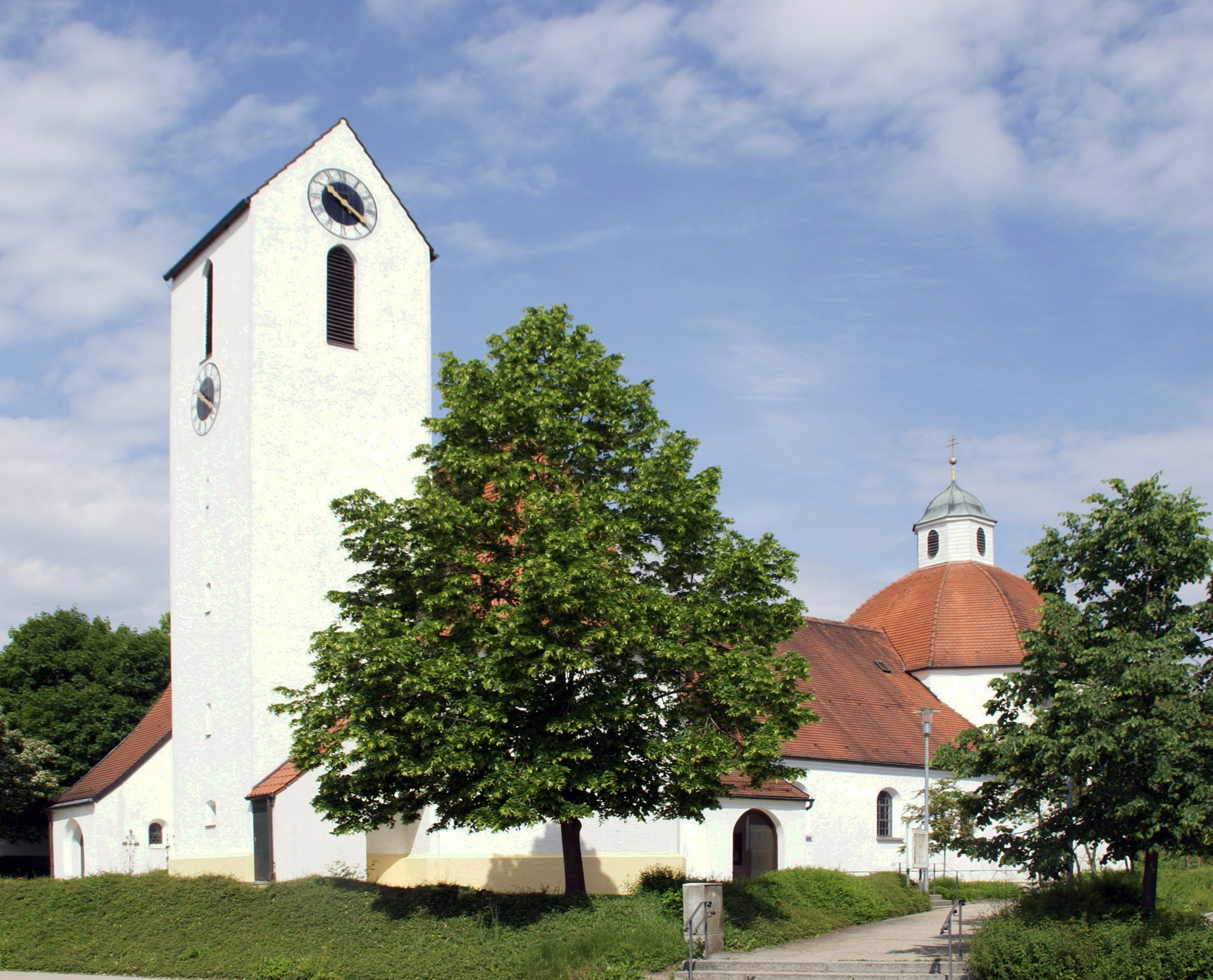
St. Johann Baptist (2014)

Die Pfarrkirche hl. Johannes der Täufer ist eine römisch-katholische Kirche in der Gemeinde Töging am Inn im oberbayerischen Landkreis Altötting. Die Kirche steht im Dekanat Mühldorf im Erzbistum München und Freising.

## Architektur

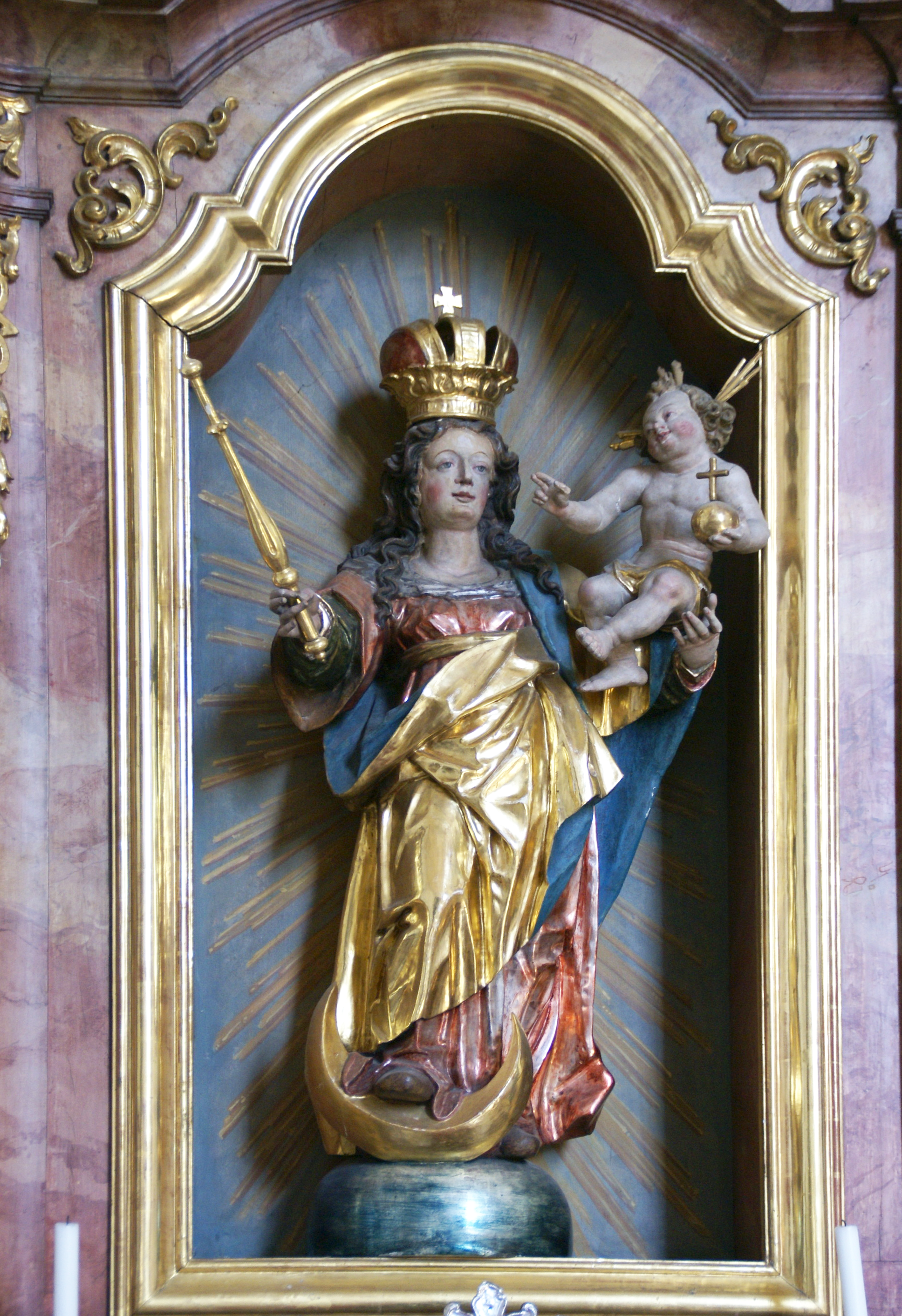
Barocke Mondsichelmadonna mit Kind um 1600

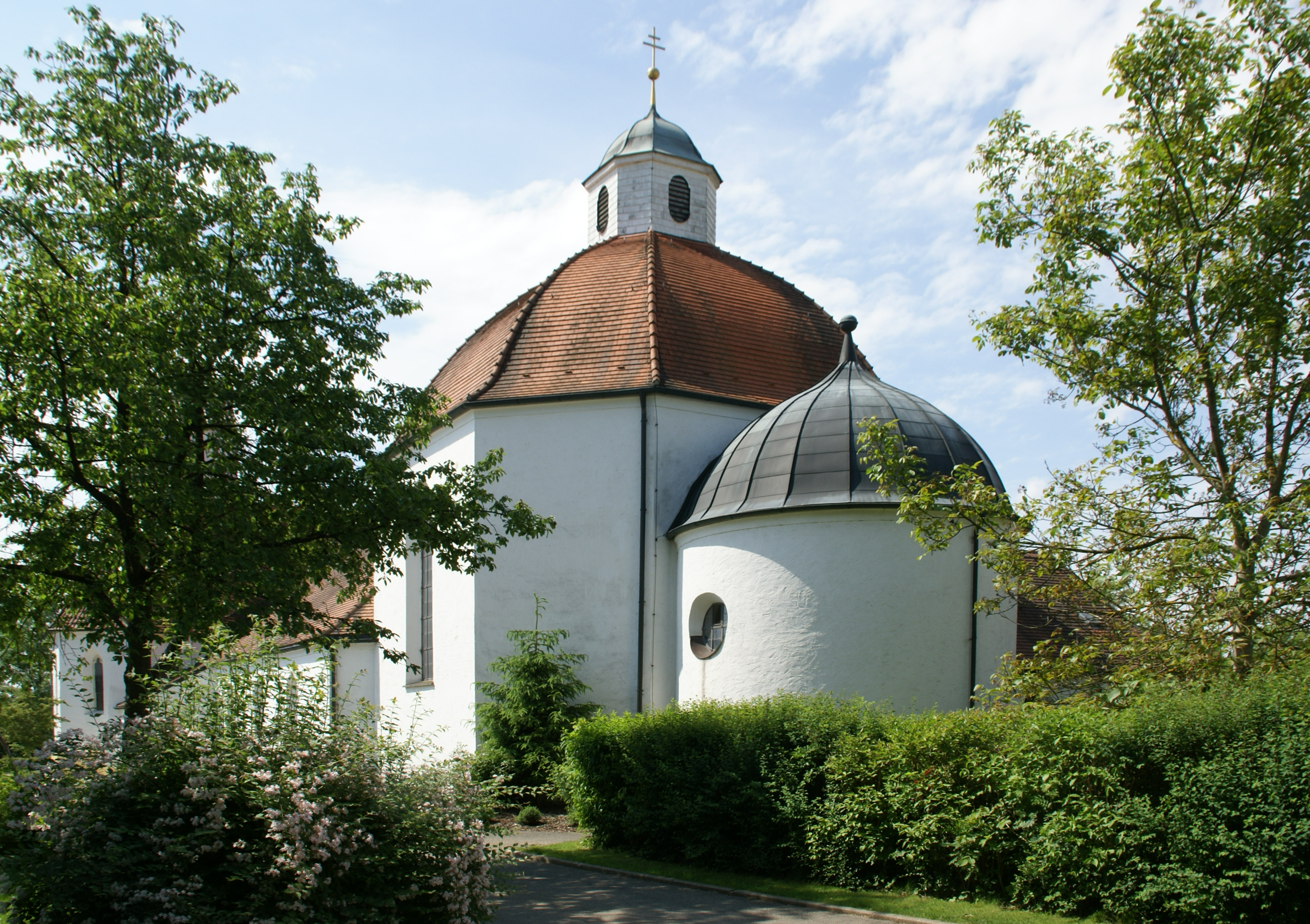
Neuer Anbau als Kuppelbau von 1923

Die 1320 urkundlich genannte Kirche wurde um 1500 mit dem Weiterbestand von romanischen Langhausmauern aus Tuffstein als Bausteinbau neu errichtet. Der Tuffsteinbau wird der Burghauser Bauhütte zugeschrieben. Die Saalkirche mit einem zweijochigen nicht eingezogenen Chor mit Dreiachtelschluss hat einen Sattelturm im Süden des Chores. Streben halten die Nord- und Westaußenwände. Die südliche Vorhalle wurde 1728 angebaut. Im Jahre 1923 erfolgte nördlich der Anbau einer größeren neubarocken basilikalen Anlage mit einem Vierungsoktogon unter einer hohen Kuppel mit dem Architekten Hermann Buchert aus München. Die Kirche wurde von 1976 bis 1980 renoviert.
Die gotische Kirche mit einem Sterngewölbe im Chor und einem Netzgewölbe im Langhaus wurde mit Arkadenöffnungen als südliches Querschiff an die Erweiterung von 1923 angebunden. Eine Bauinschrift im Chor wurde 1968/1969 aufgedeckt und mit Claus von Colmer(?) 1507 rekonstruiert. Im Neuanbau wurden die Wände und die Kuppel in Seccotechnik von 1930 bis 1932 vom Maler Johann Georg Kölnsperger aus München bemalt.

## Ausstattung
In der Altkirche ist im Chorscheitel eine Schmerzhafte Muttergottes aus dem Anfang des 18. Jahrhunderts. Im gotischen Langhaus über den Arkaden zum Erweiterungsbau ist eine Rosenkranzmadonna aus dem 17. Jahrhundert mit seitlichen spätbarocken Figuren der beiden hll. Johannes aus Albaching.
Im Neuanbau ist die Ausstattung neubarock mit barocken Figuren des Bildhauers Engelbert Hein und des Fassmalers Peter Keilhacker. Der Hochaltar entstand 1923 nach einem Entwurf von Hermann Buchert. Die Seitenaltäre sind von 1927/1928. Der linke Seitenaltar trägt eine Mondsichelmadonna aus der 1. Hälfte des 17. Jahrhunderts, mit einem Kind ergänzt um 1600. Der rechte Seitenaltar trägt eine Figur hl. Joseph aus der 1. Hälfte des 17. Jahrhunderts.
Im Kirchturm hängen vier Glocken in der Tonfolge es′ – g′ – b′ – c″. Sie wurden 1950 von Karl Czudnochowsky, Erding gegossen.